# Moi... Lolita
«Moi... Lolita» és el single més popular de la cantant francesa Alizée. Llançat el juliol de 2000, va esdevenir uns dels singles més venuts a França, on va vendre 1.500.000 còpies. La cançó però, va traspassar fronteres i «Moi...Lolita» es va posicionar el:
- #1 Espanya
- #1 Itàlia
- #1 Japó
- #1 Israel
- #1 Hong Kong
- #2 França
- #2 Països Baixos
- #5 Alemanya
- #9 Anglaterra

Aquesta cançó va ser el primer single de la cantant i forma part de l'àlbum Gourmandises. La cançó està íntegrament en francès.
La cançó va inspirar una paròdia, amb vídeo, "Moi je m'appelle Manuel Valls" feta pel programa Polònia. Aquesta crítica del polític francocatalà Manuel Valls es va fer molt popular, i fins i tot viral, a l'estat francès a partir de finals de maig del 2021.

## Text de la cançó
Moi je m'appelle Lolita
Lo ou bien Lola
Du pareil au même
Moi je m'appelle Lolita
Quand je reve aux loups
C'est Lola qui saigne
Quand fourche ma langue, j'ai la
Un fou rire aussi fou
Qu'un phenomene
Je m'appelle Lolita
Lo devie, Lo aux amours diluviennes
C'est pas ma faute
Et quand je donne ma langue aux chats
Je vois les autres
Tous prets a se jeter sur moi
C'est pas ma faute a moi
Si j'entends tout autour de moi
L.O.L.I.T.A
Moi Lolita
Moi je m'appelle Lolita
Collegienne aux bas
Bleus de methylene
Moi je m'appelle Lolita
Colereuse et pas
Mi-coton, mi-laine
Motus et bouche qui n'dis pas
A maman que je
Suis un phenomene
Je m'appelle Lolita
Lo de vie, lo aux amours diluviennes
C'est pas ma faute
Et quand je donne ma langue aux chat
Je vois les autres
Tous prets a se jeter sur moi
C'est pas ma faute a moi
Si j'entends tout autour de moi
L.O.L.I.T.A
Moi Lolita [x2]
Lo Li Ta. [x8]
C'est pas ma faute
Et quand je donne ma langue aux chats
Je vois les autres
Tous prets a se jeter sur moi
C'est pas ma faute a moi
Si j'entends tout autour de moi
L.O.L.I.T.A
Moi Lolita [x4]